# Kaiserin Elisabeth-Bahn

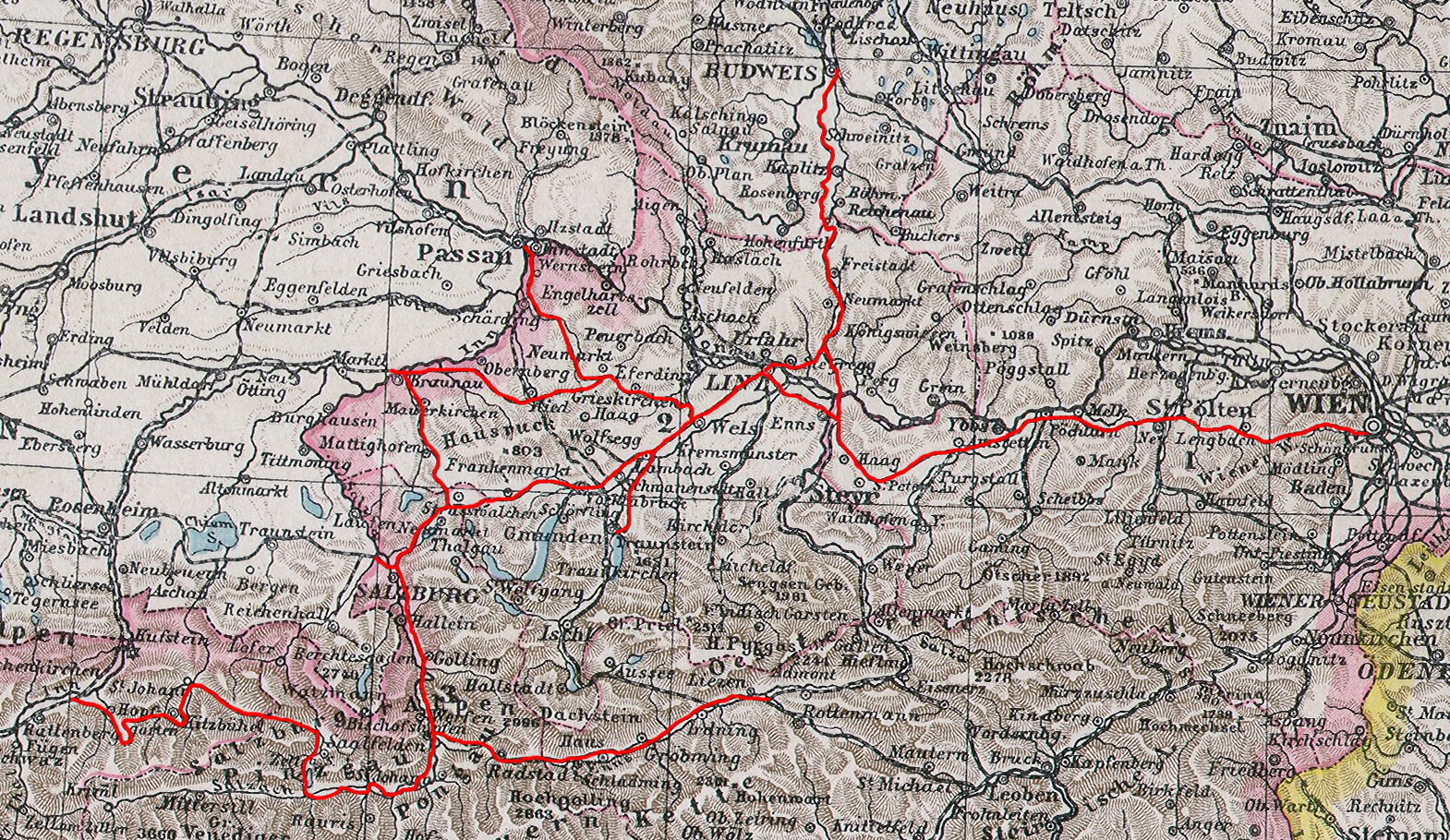
Mappa della rete

La  kaiserlich-königliche privilegierte Kaiserin Elisabeth-Bahn (KEB) (tradotto in italiano Imperial regia privilegiata Ferrovia Imperatrice Elisabetta ma nelle fonti indicata come Ferrovia Elisabettina) era una compagnia ferroviaria privata dell'Impero austriaco esistita dal 1856 al 1882, anno in cui venne nazionalizzata.
La società costruì e gestì una vasta rete di linee che dalla capitale Vienna si ramificavano verso l'ovest dell'impero. La linea principale della rete era la "Westbahn" Vienna–Salisburgo, il cui capolinea era la stazione di Vienna Westbahnhof.
Il nome della società conteneva la dedica all'imperatrice Elisabetta che si servì spesso della Westbahn per raggiungere da Vienna la Baviera, sua terra natale.
La rete della KEB venne nazionalizzata nel 1882 e le sue linee incorporate nelle ferrovie imperial-regie kkStB.

## Rete
La KEB gestiva le seguenti linee:
- Vienna–Linz–Salisburgo (Westbahn)
- Wels–Passavia
- Linz–České Budějovice con diramazione Gaisbach–St. Valentin (sostituì l'ippovia České Budějovice–Linz–Gmunden)
- Neumarkt-Kallham–Simbach (Innviertelbahn)
- Salisburgo–Wörgl (Salzburg-Tiroler-Bahn)
- Bischofshofen–Selzthal (Ennstalbahn)
- Lambach–Gmunden

## Locomotive
| Serie | Quantità | Costruzione      | Num. successiva | Rodiggio | Radiazione | Note | Immagine |
| ----- | -------- | ---------------- | --------------- | -------- | ---------- | ---- | -------- |
| 0     | 5        | 1873             | kkStB 61        | 0-3-0t   | 1932       |      |          |
| I     | 54       | 1858–1859, 1863  | kkStB 12        | 1-2-0    | 1904       |      |          |
| II    | 30       | 1869–1872        | kkStB 21        | 1-2-0    | 1928       |      |          |
| III   | 35       | 1860, 1862, 1866 | kkStB 33        | 0-3-0    | 1928       |      |          |
| IV    | 69       | 1867–1884        | kkStB 47        | 0-3-0    | 1958       |      |          |
| V     | 24       | 1873–1875        | kkStB 70        | 0-4-0    | circa 1945 |      |          |
| L     | 5        | 1880             | kkStB 88        | 0-2-0t   | > 1918     |      |          |